# 대구세관
대구본부세관(大邱本部稅關, Daegu Main Customs) 또는 대구세관은 대구광역시 일원의 관세 부과·감면 및 징수와 수출입 물품의 통관 및 밀수출입 단속에 관한 사무를 관장하는 대한민국 관세청의 소속기관이다. 1970년 8월 21일 발족하였으며, 대구광역시 달서구 화암로 301에 위치하고 있다. 세관장은 고위공무원단 나등급에 속하는 일반직공무원으로 보한다.
1907년 7월 부산세관의 대구보세화물취급소로 출발했으며, 1910년 10월 대구출장소로 승격하였다가 1923년에는 대구지서로 개칭되었다. 이후 미군정을 거쳐 대한민국정부에 이양되었다.

## 직무
- 인사, 문서의 수발·심사·보존, 보안 및 관인관리
- 수입물품에 대한 조세의 부과·징수 및 감면에 관한 사항
- 수출입물품의 통관에 관한 사항
- 수출입물품의 통관에 관한 적법성 심사와 세액 및 환급 심사에 관한 사항
- 공항과 항만에 대한 감시업무에 관한 사항
- 선박·항공기의 입출항절차 및 검색에 관한 사항
- 총기류·폭발물등 테러관련물품의 반출입에 관한 사항
- 관세법등 위반사범에 대한 범칙수사업무에 관한 사항
- 밀수단속에 관한 사항
- 부정무역, 불공정무역, 원산지표시 위반 및 지식재산권 침해에 관한 조사 및 수사
- 수출입물품중 멸종위기에 처한 야생동식물, 특정야생동식물, 자연생태계 위해동식물업무에 관한 사항
- 자유무역협정의 집행에 관한 사항

## 연혁
- 1949년 7월 9일: 재무부 소속으로 묵호세관을 설치하고 소속기관으로 주문진감시서를 둠. 부산본부세관 소속으로 방어진·포항·울릉도감시서를 설치.[3]
- 1952년 9월 3일: 묵호세관을 부산본부세관 소속 묵호출장소로, 포항감시서를 포항출장소로 개편.[4]
- 1955년 9월 19일: 주문진·방어진·울릉도감시서를 주문진·방어진·울릉도감시소로 개편.[5]
- 1957년 1월 25일: 울릉도감시소 폐지. 방어진감시소를 방어진감시서로 개편. 주문진감시소를 폐지하고 속초감시서를 설치. 포항출장소 소속으로 대구감시서 설치. 묵호출장소를 서울본부세관 소속으로 이관하고 춘천감시서를 설치.[6]
- 1961년 10월 2일: 묵호출장소를 묵호세관으로 승격. 방어진감시서를 장생포감시서로 개편하고 춘천감시서를 폐지.[7]
- 1962년 7월 16일: 장생포·대구감시서를 울산·대구출장소로 개편.[8]
- 1966년 5월 7일: 울산출장소를 울산세관으로 승격하고 포항출장소를 소속기관으로 편입.[9]
- 1970년 8월 3일: 관세청 소속으로 변경.
- 1970년 8월 21일: 대구출장소를 대구본부세관으로 승격하고 포항출장소를 소속기관으로 편입.[10]
- 1971년 9월 15일: 대구본부세관 소속으로 구미출장소 설치.[11]
- 1978년 7월 15일: 속초감시서 폐지.[12]
- 1980년 6월 14일: 동해세관 설치. 묵호세관 폐지. 울산세관 소속으로 온산·미포·장생포감시서 설치.[13]
- 1984년 1월 27일: 장생포감시서 폐지.[14]
- 1985년 2월 25일: 포항출장소를 포항세관으로 승격.[15]
- 1987년 4월 1일: 구미출장소를 구미세관으로 승격.[16]
- 1996년 7월 10일: 온산·미포감시서를 온산·미포감시소로 개편.[17]
- 2002년 1월 4일: 동해세관 소속으로 속초출장소 설치.[18]
- 2006년 1월 2일: 속초출장소를 속초세관으로 승격.[19]
- 2006년 7월 1일: 원주세관 설치.[20] '
- 2007년 1월 29일: 고성세관 설치.[21]
- 2015년 1월 6일: 미포감시소 폐지. 온산감시소를 온산지소로 개편.[22]
- 2016년 1월 18일: 고성·원주세관을 각각 속초세관 소속 고성세관비즈니스센터·동해세관 소속 원주세관비즈니스센터로, 온산감시소를 울산세관 소속 온산세관비즈니스센터로 개편.[23]

## 관할구역
- 대구광역시
- 경상북도 영천시, 경산시, 청송군, 고령군, 성주군, 칠곡군[24]
- 경상남도 합천군 야로면
- 울산광역시[25]

## 조직

### 세관장
- 세관운영과[26]
- 감사담당관실[27]
- 수출입기업지원센터[27]
- 통관지원과[27]
- 자유무역협정과[28]
- 납세심사과[28]
- 조사과[28]
- 휴대품과[28]

### 소속기관
세관
- 모든 세관은 관세청의 직속기관이지만 「관세청과 그 소속기관 직제」 제22조제3항에 의거하여 대구본부세관은 통관의 적법성·세액 및 환급의 심사·범칙수사업무가 전문적이고 효율적으로 이루어질 수 있도록 세관의 사무를 통합하여 수행하게 할 필요가 있을 때에는 관세청장이 지정한 세관의 사무 일부를 수행하게 할 수 있다.
- 세관장은 서기관으로 보한다.[29]

| 명칭     | 소재                            | 관할구역 |
| -------- | ------------------------------- | --- |
| 울산세관 | 울산광역시 남구 대암로90번길 27 | 울산광역시                                                                                                   |
| 구미세관 | 경상북도 구미시 1공단로 186-10  | 경상북도 구미시, 김천시, 안동시, 영주시, 예천군, 봉화군, 의성군, 상주시, 문경시, 칠곡군 약목면·북삼읍·석적읍 |
| 포항세관 | 경상북도 포항시 북구 해안로 7   | 경상북도 포항시, 경주시, 영덕군, 울진군, 울릉군, 영양군, 청송군                                              |

지원센터
- 지원센터장은 행정사무관·공업사무관·전산사무관·방송통신사무관·해양수산사무관·관세주사·방송통신주사·해양수산주사로 보한다.

| 세관명   | 명칭         | 소재                               | 관할구역                                     |
| -------- | ------------ | ---------------------------------- | -------------------------------------------- |
| 울산세관 | 온산지원센터 | 울산광역시 울주군 온산읍 당목길 27 | 울산광역시 남구 황성동, 울주군 온산읍·온양읍 |